# Passiflora skiantha
Passiflora skiantha Huber – gatunek rośliny z rodziny męczennicowatych (Passifloraceae Juss. ex Kunth in Humb.). Występuje naturalnie w Ekwadorze i Peru. 

## Morfologia
PokrójPnący krzew o trwałych i nagich pędach.
LiścieEliptyczne, rozwarte u podstawy. Mają 17 cm długości oraz 10 cm szerokości. Całobrzegie, z ostrym lub spiczastym wierzchołkiem. Ogonek liściowy jest nagi.
KwiatyDziałki kielicha są podłużne, mają 2,5–3 cm długości. Płatki są podłużne, mają 2,5–3 cm długości. Przykoronek ułożony jest w czterech rzędach, ma 1–15 mm długości.